# Districtul Nong Hong
Nong Hong (în thailandeză หนองหงส์) este un district (Amphoe) din provincia Buriram, Thailanda, cu o populație de 48.442 de locuitori și o suprafață de 335,0 km².

## Componență
Districtul este subdivizat în 7 subdistricte (tambon), care sunt subdivizate în 100 de sate (muban).
| Nr. | Nume          | În thailandeză | Sate | Locuitori |  |
| --- | ------------- | -------------- | ---- | --------- |  |
| 1.  | Sa Kaeo       | สระแก้ว         | 15   | 6,633     |  |
| 2.  | Huai Hin      | ห้วยหิน          | 19   | 9,573     |  |
| 3.  | Thai Samakkhi | ไทยสามัคคี       | 15   | 8,885     |  |
| 4.  | Nong Chai Si  | หนองชัยศรี       | 15   | 6,079     |  |
| 5.  | Sao Diao      | เสาเดียว        | 15   | 6,616     |  |
| 6.  | Mueang Fai    | เมืองฝ้าย        | 12   | 7,031     |  |
| 7.  | Sa Thong      | สระทอง         | 9    | 3,625     |  |